# Громов, Василий Петрович
Васи́лий Петро́вич Гро́мов (10 января 1936 — 1 октября 2024) — российский дипломат. Чрезвычайный и полномочный посол (1992).

## Биография
Окончил экономический факультет Московской сельскохозяйственной академии им. К. А. Тимирязева (1960) и Всесоюзную академию внешней торговли (1971). Владел испанским и английским языками. На дипломатической работе с 1971 года.
- В 1971—1973 годах — второй секретарь Посольства СССР в Чили.
- В 1974—1980 годах — заведующий сектором II Латиноамериканского отдела МИД СССР.
- В 1984—1987 годах — советник-посланник Посольства СССР в Эквадоре.
- В 1987—1989 годах — советник-посланник Посольства СССР в Никарагуа.
- В 1990—1992 годах — заместитель начальника Управления латиноамериканских стран МИД СССР, затем России.
- С февраля по сентябрь 1992 года — начальник Управления Департамента Центральной и Южной Америки МИД России.
- С 13 августа 1992 по 5 июня 1996 года — чрезвычайный и полномочный посол Российской Федерации в Чили[1][2].
- С декабря 1996 по январь 1999 года — директор Латиноамериканского департамента МИД России.
- С 11 января 1999 по 15 июля 2004 года — чрезвычайный и полномочный посол Российской Федерации в Бразилии и Суринаме по совместительству[3][4].

С 2004 года — на пенсии.
Умер 1 октября 2024 года в возрасте 88 лет.

## Семья
Был женат, имел двоих детей.

## Дипломатический ранг
- Чрезвычайный и полномочный посол (16 июля 1992)[6].

## Награды
- Медаль «За трудовое отличие» (1981).
- Медаль «В память 850-летия Москвы» (1997).
- Почётная грамота Президиума Верховного совета РСФСР (1986).
- Почётная грамота Министерства иностранных дел Российской Федерации (2002).